# Sisyrnodytes
Sisyrnodytes is een vliegengeslacht uit de familie van de roofvliegen (Asilidae).

## Soorten
- S. apicalis Oldroyd, 1957
- S. aterrimus Engel, 1929
- S. brevis (Macquart, 1838)
- S. curtus (Wiedemann, 1819)
- S. defusus Oldroyd, 1974
- S. diplocus Oldroyd, 1974
- S. engeddensis Theodor, 1980
- S. erebus Oldroyd, 1957
- S. irwini Oldroyd, 1974
- S. leucophaetus Séguy, 1930
- S. luscinius (Walker, 1849)
- S. major Adams, 1905
- S. nilicola (Rondani, 1850)
- S. niveipilosus Ricardo, 1925
- S. sericeus Oldroyd, 1974
- S. subater Oldroyd, 1957
- S. vestitus Oldroyd, 1974